# Enuff Z'nuff
Gli Enuff Z'nuff sono un gruppo hair metal fondato a Blue Island (Illinois), vicino a Chicago, dal bassista Chip Z'Nuff e il cantante Donnie Vie.
"Enuff Z'nuff" (pronunciato "inàff' snàff") è la pronuncia in inglese di "enough is enough", che in italiano si può tradurre come "quando è troppo, è troppo".

## Storia del gruppo

### Gli anni ´80: gli esordi
Gli Enuff Z'nuff nascono dall'incontro tra Chip Z'Nuff e Donnie Vie nel 1983, allora entrambi quindicenni. Il gruppo inizialmente prende il nome Enough Z'Nuff, e la prima formazione comprendeva il chitarrista Gino Martino e il batterista B.W. Boeski.
Nel 1985 pubblicano il primo demo Hollywood Squares, assumendo il nome attuale della band. Poco dopo Martino e Boeski lasciano il gruppo, e vengono immediatamente sostituiti dal batterista Vik Foxx e l'ex-chitarrista dei Le Mans, Derek Frigo. Con questa formazione registrano nel 1986 Fingers on It per la colonna sonora del film Henry, pioggia di sangue.
A distanza di quattro anni, nei quali il gruppo si esibisce in diversi bar dell'Illinois, gli Enuff Z'Nuff accettano un contratto offerto dall'Atco (ma ricevono anche offerte da Capitol, Chrysalis e Warner Brothers).
Nel 1989 esce l'album di debutto Enuff Z'nuff, da cui vengono estratti i singoli New Thing e Fly High Michelle, accompagnati da videoclip mandati in rotazione su MTV.

### Gli anni ´90: il successo
Con l'inizio degli anni novanta il gruppo cambia immagine e abbandona lo stile glam che lo caratterizzava. Il successo cresce, tanto da permettere al gruppo di partecipare ad un tour mondiale con i Mr. Big. A riprova della fama ottenuta, le canzoni degli Enuff Z'Nuff vengono inserite in alcuni show televisivi, come Hot Little Summer Girl per il telefilm Beverly Hills 90210, e I Could Never Be Without You nella serie TV Northern Exposure.
Alla fine del 1990 iniziano le registrazioni del secondo album Strength, che vedrà la luce nel 1991. All'album partecipa anche il padre di Frigo per le parti di violino in alcune tracce.
L'album viene accolto positivamente sia dai fans che dalla critica (la rivista Rolling Stone li definisce "Hot New Band of the Year"), MTV dedica loro uno speciale e vengono invitati al programma della NBC Late Night condotto da David Letterman.
Nel 1992 partecipano alla colonna sonora del film Mamma, ho riperso l'aereo - Mi sono smarrito a New York.
All'apice del successo avviene la rottura con la Atco, svenduta dalla Atlantic Records alla Eastwest Records. Seguirà una pausa, durante la quale emergeranno problemi con droghe ed alcol da parte di Vie e Frigo, che lascia momentaneamente il gruppo.
Al ritorno di Frigo, iniziano le registrazioni di settanta nuovi brani. Il gruppo riceve offerte contrattuali dalla Capitol, dalla Epic Records e dalla Arista, firmando con quest'ultima.
Nel 1993, risolti i problemi di tossicodipendenza di Vie, iniziano le registrazioni del terzo album Animals with Human Intelligence, dal quale viene estratto il singolo Innocence.
Una volta terminate le registrazioni, il batterista Foxx lascia il gruppo per unirsi al progetto solista di Vince Neil dei Mötley Crüe.
Nel frattempo partecipano nuovamente allo show di Letterman, prima di intraprendere un tour mondiale con i Poison, con l'ex batterista dei War & Peace, Ricky Parent, che poco dopo entrerà nel gruppo come membro ufficiale.
Nel maggio del 1994 esce il quarto album, 1985, fortemente apprezzato dalla critica. Il Billboard Magazine lo descrive come «una genuina maratona rock'n'roll»). L'album comprende le canzoni contenute nel demo Hollywood Squares. Per il tour mondiale di promozione, viene ingaggiato il chitarrista storico Gino Martino per sostituire l'uscente Derek Frigo (che però continuerà a collaborare con la band fino al 2004).
Nel 1995 esce il quinto album, Tweaked, e l'anno successivo il sesto album, Peach Fuzz, nel quale Vie è unico chitarrista. Nel seguente album, Seven del 1997, il ruolo di chitarrista è lasciato al nuovo membro Johnny Monaco. La fine del decennio vede l'uscita dell'album Paraphernalia.

### 2000-oggi
Il 28 maggio 2004 il gruppo perde Frigo, deceduto per overdose. Lo stesso anno viene diagnosticato un tumore a Parent, che è costretto a lasciare la band; l'album ? viene infatti registrato con il precedente batterista Foxx. Il ruolo di batterista verrà poi occupato stabilmente da Randi Scott.
Nell'ottobre 2007 Parent muore dopo una lunga battaglia contro il cancro.

## Formazione

### Formazione attuale
- Donnie Vie - voce, chitarra ritmica
- Tory Stoffregen - chitarra solista
- Chip Z'Nuff - basso
- Daxx Nielsen - batteria

### Ex componenti
- B.W. Boeski - batteria
- Gino Martino - chitarra
- Randi Scott - chitarra solista, cori
- Derek Frigo - chitarra
- Vik Foxx - batteria
- Ricky Parent - batteria
- Johnny Monaco - chitarra
- Jake E. Lee - chitarra

## Discografia

### Album di studio
- 1989 - Enuff Z'nuff
- 1991 - Strength
- 1993 - Animals with Human Intelligence
- 1994 - 1985
- 1995 - Tweaked
- 1996 - Peach Fuzz
- 1997 - Seven
- 1999 - Paraphernalia
- 2000 - 10
- 2003 - Welcome to Blue Island
- 2004 - ?
- 2009 - Dissonance
- 2014 - Covered in gold (album di cover)
- 2016 - Clowns lounge
- 2018 - Diamond boy
- 2020 - Brainwashed Generation
- 2021 - Hardrock nite (album di cover tratte dal repertorio dei Beatles, John Lennon, Paul McCartney)

### Album live
- 1998 - Live
- 2005 - One more for the road
- 2006 - Extended Versions
- 2007 - Tonight sold out
- 2009 - Live & peace 2009 - 20th anniversary live at the club city (uscito solo in Giappone)

### Raccolte
- 2004 - Favorites
- 2005 - One More for the Road
- 2006 - Greatest Hits
- 2021 - Never enuff: rarities & demos

### Partecipazioni
- 2000 - Stiff Competition!: A Cheap Trick Tribute!
- 2003 - Best of Both Worlds: A Tribute to Van Halen